# La Vallée de la paix
Pour plus de détails, voir Fiche technique et Distribution.

La Vallée de la paix (Dolina miru) est un film yougoslave réalisé par France Štiglic, sorti en 1956.

## Synopsis
Durant la seconde guerre mondiale, un garçon et une fille perdent leur famille dans un raid aérien. Ayant eu vent d'un lieu en paix et pensant qu'il s'agirait de la maison de l'oncle du garçon, ils décident de partir à sa recherche. Les enfants font alors la connaissance d'un pilote noir américain contraint de sauter en parachute, son avion ayant été abattu. Les enfants semblent si effrayés que le pilote ne se sent pas de les abandonner à leur sort même s'ils réduisent ses chances de s'échapper. Seulement les Allemands et les partisans yougoslaves savent tous deux que le pilote a survécu. S'engage alors une course entre les deux camps pour retrouver en premier le pilote. Lorsque les enfants et le pilote arrivent enfin dans la maison de l'oncle, ils la trouvent vide et les Allemands parviennent à capturer le pilote. Mais les partisans yougoslaves attaquent et libèrent le pilote, qui rejoint leurs rangs. Lors du combat final entre les deux forces en présence, ce dernier est mortellement blessé et ordonne aux enfants de s'enfuir. Après que la maison a explosé, les enfants décident de continuer à chercher une autre vallée, la véritable vallée de la paix.

## Fiche technique
- Titre : La Vallée de la paix
- Titre original : Dolina miru
- Réalisation : France Štiglic
- Scénario : France Jamnik, Vladimir Koch, Ivan Ribic et France Štiglic
- Musique : Marijan Kozina
- Photographie : Rudi Vaupotic
- Montage : Radojka Tanhofer
- Décors : Ivo Spincic
- Costumes : Relly Dular
- Format : Noir et blanc - Mono
- Genre : Drame
- Durée : 82 minutes
- Dates de sortie : 
  - Yougoslavie : 23 juillet 1956
  - France : 29 août 1958

## Distribution
- John Kitzmiller : Sergent Jim
- Evelyne Wohlfeiler : Lotti
- Tugo Stiglic : Marko
- Janez Čuk

## Distinctions
- Prix d'interprétation masculine pour John Kitzmiller au Festival de Cannes 1957[2]